# Liste der Straßen in Essen-Ostviertel
Die Liste der Straßen in Essen-Ostviertel beschreibt das Straßensystem im Essener Stadtteil Ostviertel mit den entsprechenden historischen Bezügen.

## Einführung und Überblick
Im Ostviertel leben 7210 Einwohner (30. September 2022) auf einer Fläche von 1,88 km². Der Stadtkern bildet zusammen mit dem Osten des Westviertels und dem Westen des Ostviertels den Postleitzahlenbezirk 45127.
Der Stadtteil wird von Norden beginnend im Uhrzeigersinn folgendermaßen begrenzt:
 Gelände der Evonik Goldschmidt AG zum Nordviertel, Gleisdreieck, Elisabethstraße, Frillendorfer Straße und Glückstraße zu Frillendorf, Bahnstrecke Duisburg–Dortmund zu Huttrop, Südostviertel und Südviertel, Gildehof-, Holle-, Varnhorst-, Steeler, Gustav-Hicking-, Alfredi-, Ribbeckstraße und Schützenbahn zum Stadtkern.
Im Ostviertel gibt es 46 benannte Verkehrsflächen, darunter drei Plätze. Davon befinden sich zehn Straßen nur teilweise im Stadtteil:
 Ribbeck-, Alfredi-, Gustav-Hicking- und Varnhorststraße bilden die Grenze zum Stadtkern, Holle- und Steeler Straße werden im Stadtkern fortgeführt, letztere auch im Südostviertel. Auch die Burggrafenstraße wird im Südostviertel fortgesetzt. Die Goldschmidt- und die Herzogstraße führen ins Nordviertel, die Frillendorfer Straße nach Frillendorf.
Einige Verkehrsflächen sind Teil von Themengruppen. Hierzu gehören
- wichtige Familien der Essener Stadtgeschichte: Brüningstraße, Gerlingplatz, Gerlingstraße, Goldschmidtstraße, Mittwegstraße, Nedelmannstraße, Sevenarstraße, Severinstraße, Varnhorststraße und Waldthausenstraße
- Politiker und Menschen im öffentlichen Dienst: Hammacherstraße, Hollestraße, Immestraße, Natorpstraße, Rauterstraße, Schürenbergstraße, Söllingstraße, Volkeningstraße

Außerdem gehören die Burggrafenstraße und die Herzogstraße zum System von Ringstraßen, die um 1890 geplant wurden und deren Namen an die Geschichte des Hauses Hohenzollern erinnern sollten.
Durch das Ostviertel verlaufen folgende Straßenzüge mit dem Status einer Landesstraße:
- Landesstraße L 20: Burggrafenstraße – L 191
- Landesstraße L 191: L 448 – Gerlingstraße – Burggrafenstraße – Frillendorfer Straße (weiter in Frillendorf)
- Landesstraße L 448: (aus dem Stadtkern kommend) – Varnhorststraße – Steeler Straße – (weiter im Südostviertel)

## Liste der Straßen und Plätze
Die nachfolgende Tabelle gibt eine Übersicht über die vorhandenen Straßen, Wege und Plätze im Stadtteil sowie einige dazugehörige Informationen.
- Name: aktuelle Bezeichnung der Straße oder des Platzes.
- Länge/Maße in Metern:
 Die in der Übersicht enthaltenen Längenangaben sind gerundete Übersichtswerte, die in Google Earth mit dem dortigen Maßstab ermittelt wurden. Sie dienen Vergleichszwecken und werden, sofern amtliche Werte bekannt sind, ausgetauscht und gesondert gekennzeichnet.
 Bei Plätzen sind die Maße in der Form a × b angegeben.
 Der Zusatz (im Stadtteil) gibt an, dass die Länge die des Straßenabschnitts innerhalb des Ostviertels ist, da die Straße in benachbarte Stadtteile weitergeführt wird.
- Herleitung: Ursprung oder Bezug des Namens
- Datum der Benennung: amtliche Erstbenennung
- Anmerkungen: zusätzliche Informationen
- Bild: Foto der Straße oder eines anliegenden Objekts

| Name                     | Länge/Maße (in Metern) | Herleitung                                                                        | Datum der Benennung | Bemerkungen | Bild                                                       |
| ------------------------ | ---------------------- | --------------------------------------------------------------------------------- | ------------------- | --- | ---------------------------------------------------------- |
| Alfrediquelle            | 80                     | Alfrediquelle, alte Quelle und ehemaliger Brunnen                                 | 10. Juni 1940       | Die Alfrediquelle war eine nach dem heiligen Altfrid benannte Quelle, die früher am 1957 aufgehobenen Alfrediplatz entsprang und einen Brunnen speiste. Inzwischen wird sie von der Firma Schubert-Mineralbrunnen an der Söllingstraße genutzt. Die Straße Alfrediquelle verbindet Sölling- und Herkulesstraße. Bis 1940 war sie Teil der Alfredistraße. |                                                            |
| Alfredistraße            | 240                    | Altfrid, 800–874, Gründer des Stifts Essen und Heiliger                           | 17. Jan. 1868       | Die Alfredistraße führt von der Schützenbahn im Stadtkern ostwärts bis zur Gustav-Hicking-Straße, hinter der sie als Engelbertstraße fortgesetzt wird. Sie führt am 1957 aufgehobenen Alfrediplatz vorbei, an dem sich der Alfredi-Brunnen befand. |                                                            |
| Auf der Donau            | 540                    | Auf der Donau, Flurname                                                           | 17. Jan. 1868       | Die Auniederung der Gildehofsmühle wurde Auf der Donau genannt. Der heutige Straßenverlauf führt über die Flur op der Dunau; 1458 wird sie mit boven der dunouwe bezeichnet. Die Straße Auf der Donau beginnt im Südostviertel und führt als Grenze zu diesem in nordöstlicher Richtung bis zur Steeler Straße. |                                                            |
| Barbarakirchgang         | 280                    | St. Barbara-Kirche                                                                | 13. Sep. 1922       | Die Barbarakirche wurde 1904 errichtet, 1905 eingeweiht und 1907 als eigene Pfarrei von der Mutterpfarrei St. Johann Baptist in Essen abgetrennt. Der Barbarakirchgang hieß bis 1922 Barbarastraße und liegt direkt an der Kirche. Er führt von ihr bis zur Burggrafenstraße. Die namensgebende Kirche ist im Jahr 2020 niedergelegt worden. | Barbarakirche am Barbarakirchgang                          |
| Beuststraße              | 250                    | Zeche Graf Beust                                                                  | 17. Jan. 1868       | Die Beuststraße ist nach der 1838 von Mathias Stinnes gegründeten Gewerkschaft der Zeche Graf Beust benannt, die ihrerseits nach dem Oberberghauptmann Ernst August von Beust benannt ist. 1842 nahm die Zeche ihre Förderung auf und wurde 1929 stillgelegt. Das Grubenfeld wurde seitdem von der Zeche Victoria Mathias abgebaut. Die Beuststraße führt bogenförmig von der Engelbertstraße zur Goldschmidtstraße, hinter der sie als Immestraße fortgeführt wird. | Beuststraße mit ehemaligem Zechenverwaltungsgebäude        |
| Bornstraße               | 220                    | Ludwig von Born, 1832–1899, Kaufmann und Bankier                                  | 1. Juli 1891        | Ludwig von Born war der Besitzer eines Bankgeschäfts, aus dem später die Essener Credit-Anstalt hervorging, die schließlich Teil der Deutschen Bank wurde. Von Born war Vorstandsmitglied der Bergbaugesellschaft Neu-Essen und Mitgründer der Stern-Brauerei Essen. Die nach ihm benannte Bornstraße verbindet Ribbeckstraße und Gerlingplatz/Waldthausenstraße. |                                                            |
| Brüningstraße            | 130                    | Brüning, alte Essener Familie                                                     | 8. Juli 1892        | Drei Mitglieder der Familie Brüning hatten im Laufe der Essener Geschichte wichtige Ämter im öffentlichen Dienst inne: Georg Brüning (1639–1679) war von 1670 bis 1679 Bürgermeister von Essen; Georg Heinrich Brüning (1727–1806) war Senator und zusammen mit Theodor Wilhelm Varnhorst von 1787 bis zur Einführung des preußischen Magistrats 1804 Bürgermeister; Georg Florenz Heinrich Brüning (1737–1824) war Hofrat, Ratsherr und Kreisphysikus. Die Brüningstraße verbindet Imme- und Söllingstraße. |                                                            |
| Burggrafenstraße         | 700 (im Stadtteil)     | Burggrafen von Nürnberg aus dem Geschlecht Hohenzollern                           | 11. März 1896       | Um 1890 plante man eine Ringstraße um die Innenstadt, deren Namen an die Geschichte des Hauses Hohenzollern erinnern sollte. Zu dieser Ringstraße gehören Hohenzollern-, Kaiser-, Kronprinzen-, Kurfürsten-, Markgrafen-, Burggrafen- und Herzogstraße sowie die Nürnberger Straße. Die Burggrafenstraße durchquert aus dem Südostviertel kommend das Ostviertel und führt hinter der Gerlingstraße als Herzogstraße weiter ins Nordviertel. | Burggrafenstraße untertunnelt die Bahnlinie Essen-Dortmund |
| Dietrich-Oppenberg-Platz | 25 × 25                | Dietrich Oppenberg, 1917–2000, Verleger und Gründer der Neuen Ruhr Zeitung        | 13. Sep. 2005       | Der Dietrich-Oppenberg-Platz liegt direkt vor dem Dietrich-Oppenberg-Haus an der Kreuzung Steeler Straße/Herkulesstraße/Hollestraße. |                                                            |
| Eiserne Hand             | 500                    | An einem hier befindlichen Prozessionskreuz waren Eiserne Hände befestigt.        | 10. Juni 1887       | Hier befand sich früher ein Prozessionskreuz, an dem Eiserne Hände angebracht waren. Solche eisernen Hände finden sich auch in anderen Städten und sind wahrscheinlich Symbole alter Richtstätten. Die Straße Eiserne Hand führt von der Gerlingstraße südwärts bis zur Frillendorfer Straße, hinter der sie als Vorrathstraße weitergeführt wird. Bis 1915 war sie in Eiserne Hand und Feldstraße aufgeteilt. |                                                            |
| Elisenplatz              | 30 × 20 × 20           | Zeche Königin Elisabeth                                                           | 4. Jan. 1895        | Die Zeche Königin Elisabeth im benachbarten Frillendorf wurde 1844 gegründet und nahm 1850 mit dem Schacht Wilhelm die Förderung auf. Die Zechengewerkschaft wurde 1916 aufgelöst, das Vermögen wurde von Mannesmann übernommen. Im Volksmund wurde die nach Elisabeth Ludovika von Bayern benannte Zeche meist Zeche Elise genannt, wovon sich der Name der Elisenstraße und damit des Elisenplatzes zwischen Elisenstraße, Engelbertstraße, Frillendorfer Straße und Rauterstraße ableitet. |                                                            |
| Elisenstraße             | 800                    | Zeche Königin Elisabeth                                                           | 17. Jan. 1868       | Die Zeche Königin Elisabeth wurde im Volksmund Zeche Elise genannt, wovon sich der Name der Elisenstraße ableitet, die am Elisenplatz als Verlängerung der Engelbertstraße beginnt und nach Frillendorf führt, wo sie als Elisabethstraße fortgeführt wird. Kurz vor dem östlichen Ende der Elisenstraße zweigt ein Rad und Fußweg nach Norden ab, der an der Essener Straße in Stoppenberg endet. Der Weg verläuft großteils parallel zum Stoppenberger Bach und folgt der ehemaligen Bahnlinie zum nicht mehr existenten Bahnhof Stoppenberg. | Zeche Königin Elisabeth an der Elisabethstraße             |
| Engelbertstraße          | 650                    | Engelbert I. von Köln, 1185–1225, Erzbischof von Köln, Graf von Berg und Heiliger | 5. Aug. 1889        | Engelbert war Erzbischof von Köln und als Engelbert II. Graf von Berg. Er wurde im Kampf um die Vogtei über das Stift Essen vom Grafen Friedrich von Isenburg erschlagen. Die Engelbertstraße ist die Verlängerung der Alfredistraße im Stadtkern und durchquert das Ostviertel in West-Ost-Richtung. Hinter dem Elisenplatz wird sie als Elisenstraße fortgeführt. | Engelbertstraße                                            |
| Flashoffstraße           | 90                     | Franz W. C. Flashoff, 1771–1837, Ratsherr, Kommissions- und Munizipalrat          | 30. Mai 1913        | Franz Wilhelm Christian Flashoff war neben seinem politischen Engagement zum Hofapotheker der letzten Essener Fürstäbtissin, Maria Kunigunde, ernannt. Er war Mitglied mehrerer wissenschaftlicher Vereinigungen und Gesellschaften und installierte 1818 eine Gasbeleuchtung in der Maschinenfabrik von Franz Dinnendahl. Die Flashoffstraße verbindet Sölling- und Herkulesstraße. Bis 1913 hieß sie Funkestraße. |                                                            |
| Frillendorfer Straße     | 600 (im Stadtteil)     | Frillendorf, Stadtteil von Essen                                                  | 17. Jan. 1868       | Die Frillendorfer Straße führt vom Elisenplatz ostwärts nach Frillendorf und endet in dem Stadtteil, nach dem sie benannt ist. | Kreuzung Burggrafenstraße und Frillendorfer Straße         |
| Gerlingplatz             | 120 × 20               | Gerling, alte Essener Familie                                                     | 15. Mai 1945        | Die Familie Gerling ist seit 1750 in Essen nachzuweisen, um 1826 wird die „Gerlingswiese“ verpachtet, die sich am heutigen Gerlingplatz befindet. Schon vor 1895 wurde der Platz „Gerlingplatz“ genannt, weshalb davon auszugehen ist, dass sein Name auf die Familie Gerling zurückgeht. 1922 wurde der Platz in Republikplatz und am 8. Mai 1933 für die Zeit des Nationalsozialismus in Platz des 21. März umbenannt. Hier fand am 21. Juni 1933 die Bücherverbrennung in Essen statt. 1945 erhielt der Platz seinen alten Namen zurück. Der Gerlingplatz liegt an der Gerlingstraße zwischen Waldthausen- und Söllingstraße. |                                                            |
| Gerlingstraße            | 950                    | Gerling, alte Essener Familie                                                     | 28. Okt. 1881       | Die Familie Gerling ist seit 1750 in Essen nachzuweisen, siehe Gerlingplatz. Die Gerlingstraße führt von der Schützenbahn im Stadtkern in West-Ost-Richtung durch das Ostviertel und endet an der Herzog-/Burggrafenstraße. Dabei wurde sie nach 1945 in einem leichten Bogen nach Süden verlegt, da der ursprünglich gerade Verlauf durch das Gelände der Firma Goldschmidt führte. |                                                            |
| Glashüttenstraße         | 350                    | ehemalige Glashütte der Firma Rauter & Butenberg                                  | 17. Jan. 1868       | Hier wurde 1843 die Glashütte der Firma Rauter & Butenberg in Betrieb genommen, die bis 1860 im Ostviertel produzierte und dann von der Glashütte Wisthoff in Königssteele gekauft wurde. Die Glashüttenstraße liegt zwischen Steeler Straße und Ziegelstraße direkt an der Bahnstrecke Duisburg–Dortmund. Die Glashüttenstraße und Steeler Straße sind durch einen für Fußgänger und Radfahrer nutzbaren Durchgang im Haus Steeler Straße 71 bis 75 verbunden. |                                                            |
| Glückstraße              | 300                    |                                                                                   | 1874                | Die Straße hat ihren Namen erhalten als einige der ansässigen Bewohner in der Preußischen Staatslotterie gewonnen hatten. . |                                                            |
| Goldschmidtstraße        | 700 (im Stadtteil)     | Karl (1857–1926) und Hans Goldschmidt (1861–1923)                                 | 14. Feb. 1966       | Die Gebrüder Goldschmidt und die Firma Goldschmidt sind von großer Bedeutung für die Essener Wirtschaft. Von den Brüdern stammen zahlreiche Stiftungen. Die Goldschmidtstraße führt am Gelände der Evonik Goldschmidt AG entlang und durchquert das Ostviertel in Nord-Süd-Richtung, wo sie zuvor Luisenstraße, und nördlich der Gerlingstraße Söllingstraße hieß. |                                                            |
| Gustav-Hicking-Straße    | 350                    | Gustav Hicking, 1821–1878, Kaufmann und Grundbesitzer                             | 8. März 1977        | Die Gustav-Hicking-Straße, die zwischen Steeler Straße und Klosterstraße verläuft, ist nach dem Besitzer der Grundstücke benannt, auf denen die Straße angelegt wurde. Hicking war Mitbegründer der Bergbaugesellschaft Neu-Essen. Bis 1977 hieß die Straße Gustavstraße. Zwischen Steeler Straße und Alfredistraße bildet sie einen Teil der Grenze zum Stadtkern. |                                                            |
| Hammacherstraße          | 220                    | Friedrich Hammacher, 1824–1904, deutscher Politiker                               | 24. Feb. 1899       | Die Hammacherstraße verbindet Mittweg- und Goldschmidtstraße. |                                                            |
| Herkulesstraße           | 350                    | Zeche Hercules                                                                    | 17. Jan. 1868       | Die Zeche Herkules begann 1856 mit dem Abteufen des ersten Schachts und war von Friedrich Grillo gegründet worden. Die Zeche ging 1906 in den Essener Steinkohlenbergwerken auf. Die Herkulesstraße, nach der Zeche benannt, beginnt an der Engelbertstraße als Verlängerung der Goldschmidtstraße und endet an der Steeler Straße, hinter der sie als Hollestraße fortgeführt wird. |                                                            |
| Herzogstraße             | 210 (im Stadtteil)     | Herzog, Adelstitel                                                                | 4. Mai 1900         | Um 1890 plante man eine Ringstraße um die Innenstadt, deren Namen an die Geschichte des Hauses Hohenzollern erinnern sollte. Zu dieser Ringstraße gehören Hohenzollern-, Kaiser-, Kronprinzen-, Kurfürsten-, Markgrafen-, Burggrafen- und Herzogstraße sowie die Nürnberger Straße. Die Herzogstraße ist die Fortsetzung der Burggrafenstraße hinter der Gerlingstraße und führt ins Nordviertel. |                                                            |
| Hofterbergstraße         | 190                    | Hof zum Berge, altes Bauerngut                                                    | 17. Jan. 1868       | Die Hofterbergstraße ist nach einem alten Hof benannt, der zum Berge oder Overberg genannt wird. Der Hof ist 1469 belegt und Lehngut des Stiftes Essen an die Stadt Essen. Die Hofterbergstraße ist die Fortsetzung der Waldthausenstraße hinter der Immestraße und endet an der Klosterstraße. |                                                            |
| Hohenburgstraße          | 450                    | Hohenburg, Name einer ehemaligen Mühle                                            | 17. Jan. 1868       | Die Mühle Hohenburg, auch Hugenborg, gehörte zum Stift Essen und wird urkundlich im Jahr 1170 erwähnt. Um 1684/85 wurde die Lohmühle in eine Kornmühle umgewandelt. 1790 wurde sie durch die Fürstäbtissin Maria Kunigunde an den Müller Heinrich Bercken verpachtet. Die Mühle existierte bis etwa 1880. Die Hohenburgstraße bildet auf ihrer gesamten Länge die Grenze zum Südviertel. |                                                            |
| Hollestraße              | 400 (im Stadtteil)     | Wilhelm Holle, 1866–1945, Oberbürgermeister von Essen                             | 2. Apr. 1932        | Wilhelm Holle war Geheimer Regierungsrat und zwischen 1906 und 1918 Oberbürgermeister von Essen. Die Hollestraße (bis 1932 Hansastraße) führt aus dem südlichen Stadtkern vom Hauptbahnhof bis zur Steeler Straße, hinter der sie als Herkulesstraße fortgesetzt wird. |                                                            |
| Immestraße               | 400                    | Theodor Imme, 1847–1921, Oberlehrer und Volkskundler                              | 20. Nov. 1937       | Theodor Imme war Gründer und langjähriger Vorsitzender des Ortsvereins Essen des Allgemeinen Deutschen Sprachvereins. Er war von 1884 bis 1909 Oberlehrer am Burggymnasium, erhielt 1893 den Professorentitel und erforschte heimisches Volkstum und Ortsgeschichte und veröffentlichte dazu mehrere Schriften. Die Immestraße verbindet in einem kleinen Bogen Ribbeck- und Goldschmidtstraße. Hinter der Goldschmidtstraße wird sie als Beuststraße fortgeführt. Diesen Namen trug sie bis 1937 ebenfalls. |                                                            |
| Klosterstraße            | 350                    | Franziskanerinnenkloster Marienheim                                               | 5. Juli 1889        | Am Ausgangspunkt dieser Straße wurde im Oktober 1867 das Marienheim, ein Kloster der Franziskanerinnen, errichtet, das im Zweiten Weltkrieg zerstört wurde. Die Klosterstraße führt von der Ribbeckstraße ostwärts bis zur Beuststraße. Hier befindet sich die katholische Grundschule Münsterschule. Bis 1902 hieß ein Teil der Klosterstraße Helenenstraße. |                                                            |
| Lysegang                 | 190                    | Lysegang, altes Bauerngut                                                         | 13. Sep. 1922       | In der Gegend der Zeche Graf Beust lag ein kleiner Hof, der 1340 als Lyzeganc erwähnt ist. Nach diesem wurde 1922 der Lysegang benannt, der zu dieser Zeit Teil der Frillendorfer Straße war. Heute stellt der Lysegang eine bogenförmige Straße nördlich der Engelbertstraße dar. Nach 1910 wurde die Kreuzstraße bereits Lysegang genannt, aber nach 1945 dort aufgehoben und später mit der Haupt-Feuerwache überbaut. |                                                            |
| Mittwegstraße            | 160                    | Mittweg, alte Essener Familie                                                     | 11. März 1898       | Die Patrizierfamilie Mittweg ist seit Ende des 14. Jahrhunderts nachweisbar. Albert Mittweg (1852–1930) gründete eine Weinhandlung und war von 1888 bis 1922 Stadtverordneter und von 1909 bis 1922 erster Beigeordneter von Werden. Zudem war er Ehrenmitglied des katholischen Gesellenvereins und der Gesellschaft Verein sowie Kenner der Werdener Geschichte. Die Mittwegstraße verbindet Gerlingplatz und Hammacherstraße. |                                                            |
| Natorpstraße             | 300                    | Gustav Natorp, 1824–1891, Funktionär im Ruhrbergbau                               | 17. März 1971       | Gustav Natorp war seit 1864 Geschäftsführer des Bergbauvereins in Essen, seit 1867 Stadtverordneter und zwischen 1882 und 1888 Mitglied des Preußischen Abgeordnetenhauses. Die Natorpstraße verbindet Silber- und Ziegelstraße. Bis 1971 hieß sie Taubenstraße. |                                                            |
| Nedelmannstraße          | 140                    | Nedelmann, alte Essener Kaufmannsfamilie                                          | 17. Dez. 1963       | Die Kaufmannsfamilie Nedelmann ist seit 1388 in Essen nachweisbar. Aus ihr sind einige Bürgermeister und Ratsherren hervorgegangen. Wilhelm Nedelmann (1785–1862) gilt 1838 als Gründer des Essener Musikvereins, dem Vorläufer des heutigen Philharmonischen Chores. Die Nedelmannstraße zweigte bis 1963 südlich von der Gerlingstraße ab, etwa zwischen der heutigen Haupt-Feuerwache und dem Ruhrbahn-Betriebshof, und führte auf die einst westlich verlängerte Sessenbergstraße. Vor 1927 wurde der eigentliche Straßenzug aufgehoben und die westlich parallel verlaufende Karlstraße zur Nedelmannstraße umbenannt, die verlängert auf die Beuststraße führte. Als diese Straße ebenfalls aufgehoben wurde, erhielt die bogenförmige Verbindung zwischen Eiserner Hand und Barbarakirchgang diesen Namen. |                                                            |
| Rauterstraße             | 250                    | Felix Rauter, 1841–1910, Unternehmer, Stadtverordneter, Kommerzienrat             | 20. Nov. 1937       | Die Rauterstraße führt bogenförmig von der Ziegelstraße zum Elisenplatz. Zwischen 1868 und 1904 hieß sie Ritterstraße, danach mit der heutigen Vorrathstraße bis 1915 Steingröverstraße, seit 1935 Vorrathstraße. 1937 erhielt sie ihren heutigen Namen. | Rauterstraße                                               |
| Ribbeckstraße            | 350                    | Konrad Ribbeck, 1861–1921, Oberlehrer und Stadtarchivar                           | 31. Mai 1930        | Konrad Ribbeck war Oberlehrer am Burggymnasium und seit 1893 nebenamtlich Essener Stadtarchivar. Er hat sich große Verdienste um die Erforschung der Stadtgeschichte erworben und war lange Vorsitzender des Historischen Vereins für Stadt und Stift Essen. Die ihm zu Ehren benannte Ribbeckstraße führt von der Schützenbahn im Stadtkern zur Alfredistraße und bildet die Grenze zum Stadtkern. Sie hieß zwischen Schützenbahn und der Immestraße (damals Beuststraße) Schützenstraße, dort bis 1892 und im weiteren Verlauf bis 1930 Augustastraße. |                                                            |
| Schürenbergstraße        | 130                    | Johann Wilhelm Schürenberg, 1831–1894, Unternehmer                                | 20. Nov. 1937       | Johann Wilhelm Schürenberg gründete 1859 mit Fritz Funke das Bauunternehmen Funke & Schürenberg, das zeitweise über 2000 Arbeiter beschäftigte und damit zu den größten Baufirmen im Ruhrgebiet gehörte. Schürenberg war außerdem Stadtverordneter und Mitglied der Baudeputation und hatte somit großen Anteil an der Entwicklung der Stadt Essen. Die nach ihm benannte Schürenbergstraße hieß bis 1937 Bergmannstraße und verbindet Rauter- und Vorrathstraße. |                                                            |
| Sessenbergstraße         | 130                    | Sessenberg, Flurname                                                              | 17. Jan. 1868       | Sessenberg ist ein 1668 erwähnter Flurname. Die Sessenbergstraße ist eine Stichstraße zur Straße Eiserne Hand. |                                                            |
| Sevenarstraße            | 70                     | von Sevenar, alte Essener Familie                                                 | 9. Juli 1915        | Von Sevenar war der Name einer alten Essener Patrizierfamilie, aus der unter anderem der Bürgermeister Phillip von Sevenar stammte, der sein Amt von 1600 bis 1605 ausübte und während der Reformation die ersten reformierten Gottesdienste veranlasste. Deshalb wurde er von der Äbtissin Maria Clara von Spaur seines Amtes enthoben. Die Sevenarstraße ist eine Verbindung zwischen Gerlingplatz und Brüningstraße. Bis 1915 war sie Teil der Kampstraße. |                                                            |
| Severinstraße            | 350                    | Severin, alte Essener Familie                                                     | 18. Mai 1894        | Der Name der Severinstraße leitet sich von einer alten Essener Familie ab, aus der der Bürgermeister Ludgerus Severin stammte, der von 1668 bis 1672 sein Amt ausübte. Heute befinden sich die Parteizentralen der SPD und der Linken in der Severinstraße, die von der Immestraße zur Engelbertstraße führt. |                                                            |
| Silberstraße             | 85                     | Versilberung auf Schrottplatz                                                     | 5. Juli 1889        | Auf Vorschlag eines Schrotthändlers, der an dieser Straße arbeitete und Metall versilberte, wurde die kleine Straße zwischen Glashütten- und Herkulesstraße 1889 Silberstraße genannt. |                                                            |
| Söllingstraße            | 700                    | Heinrich Carl Sölling, Kaufmann, Stadtverordneter, Ehrenbürger                    | 15. Nov. 1895       | Carl Sölling war Kaufmann und langjähriger Stadtverordneter in mehreren Kommissionen. Wegen seiner Schenkungen und seinem Einsatz für das Gemeinwesen wurde ihm 1901 das Ehrenbürgerrecht der Stadt Essen verliehen. 1895, sieben Jahre vor seinem Tod, wurden die Straße Am Hospital und die Wilhelmstraße zur Söllingstraße zusammengefasst, die den Gerlingplatz mit der Engelbertstraße verbindet. Nördlich der Gerlingstraße wurde sie 1966 der Goldschmidtstraße angegliedert. |                                                            |
| Steeler Straße           | 260 (im Stadtteil)     | Steele, Stadtteil von Essen                                                       | 5. Juni 1905        | Die Steeler Straße kommt aus dem Stadtkern und führt über das Südostviertel und Huttrop in die ehemalige Stadt Steele, nach der sie deswegen benannt ist. Ursprünglich hieß sie Steeler Chaussee. Die Glashüttenstraße und Steeler Straße sind durch einen für Fußgänger und Radfahrer nutzbaren Durchgang im Haus Steeler Straße 71 bis 75 verbunden. |                                                            |
| Varnhorststraße          | 190                    | Varnhorst, alte Essener Familie                                                   | 17. Jan. 1868       | Die Familie Varnhorst wird seit dem 15. Jahrhundert mehrfach in Urkunden erwähnt. Im September 1504 nahm der Essener Stadtrat eine Stiftung des Johann Varnhorst zugunsten der Armen an. Theodor Wilhelm Varnhorst (1736–1810) war zwischen 1787 und 1808 Bürgermeister von Essen. Die nach ihnen benannte Varnhorststraße führt von der Bernestraße zur Steeler Straße und bildet einen Teil der Grenze zum Stadtkern. Hier liegt die Frida-Levy-Gesamtschule. | Varnhorststraße vor der Frida-Levy-Gesamtschule            |
| Volkeningstraße          | 300                    | Gottlieb Carl Volkening, 1831–1907, Kaufmann, Stadtverordneter, Beigeordneter     | 13. Juni 1973       | Gottlieb Carl Volkening war ab 1874 Stadtverordneter und danach von 1884 bis 1906 unbesoldeter Beigeordneter. 1854 eröffnete er eine Kolonialwarengroßhandlung. Er war Mitglied der Handelskammer, Vorsitzender des Handelsschulvereins und Mitbegründer der Handwerkerbank. Die alte alte Volkeningstraße wurde aufgrund der Erweiterung der Fabrik Goldschmidt 1956 aufgehoben. Daher erhielt 1973 die Verbindung zwischen Herkules- und Natorpstraße erneut diesen Namen. |                                                            |
| Vorrathstraße            | 270                    | Stiftshof Vorrath                                                                 | 14. Nov. 1935       | Die Vorrathstraße ist nach dem alten Hof Vorrath benannt, der 1901 in den Besitz der Zeche Graf Beust kam. Die Vorrathstraße ist die Verlängerung der Straße Eiserne Hand hinter der Frillendorfer Straße. Bis 1904 war sie Teil der Straße Eiserne Hand, hieß dann zunächst Phönixstraße und ab 1915 zusammen mit der Rauterstraße Steingröverstraße. Seit 1935 trägt sie ihren heutigen Namen. |                                                            |
| Waldthausenstraße        | 130                    | Waldthausen, alte Essener Familie                                                 | 15. Nov. 1895       | Die Patrizierfamilie Waldthausen ist seit Mitte des 17. Jahrhunderts in Essen wohnhaft. Ihr entstammen mehrere bedeutende Personen der Essener Geschichte. Die Waldthausenstraße bildet eine Stichstraße zur Gerlingstraße. |                                                            |
| Ziegelstraße             | 210                    | Ziegelei Heinrich Rauter                                                          | 17. Jan. 1868       | In den 1860er-Jahren befand sich auf dem Feld neben der Ziegelstraße die Ziegelei von Heinrich Rauter, dem Vater des Unternehmers und Kommerzienrates Felix Rauter. Die Ziegelstraße verbindet Engelbert- und Glashüttenstraße. |                                                            |

## Liste ehemaliger Straßennamen
Die Liste nicht mehr vorhandener Straßennamen erhebt keinen Anspruch auf Vollständigkeit.
| Name               | von           | bis           | umbenannt in (aktuell)             | Herleitung | Bemerkungen |
| ------------------ | ------------- | ------------- | ---------------------------------- | --- | --- |
| Alfrediplatz       | vor 1907      | 1957          | aufgehoben und überbaut            | Altfrid, 800–874, Gründer des Stifts Essen und Heiliger                                                          | Der Alfrediplatz befand sich wenig östlich der heutigen Kreuzung Gustav-Hicking-Straße/Alfredistraße. Auf ihm befand sich der Alfredi-Brunnen. |
| Am Hospital        | 30. Jan. 1874 | nach 1910     | → Söllingstraße                    | Benannt nach dem westlich der Straße anliegenden ehemaligen Hospital.                                            | Am Hospital und die Wilhelmstraße wurden 1895 zur Söllingstraße zusammengefasst. |
| Augustastraße      | 13. Mai 1892  | 31. Mai 1930  | → Ribbeckstraße                    | Augusta von Sachsen-Weimar-Eisenach, 1811–1890, ab 1871 als Gemahlin Kaiser Wilhelms I. Kaiserin von Deutschland | |
| Barbarastraße      | 18. Dez. 1903 | 13. Sep. 1922 | → Barbarakirchgang                 | St. Barbara-Kirche                                                                                               | Die Barbarastraße war eine Stichstraße westlich der Straße Eiserne Hand. Sie wurde 1922 bis zur Burggrafenstraße verlängert und in Barbarakirchgang umbenannt. |
| Bergmannstraße     | 19. Feb. 1904 | 20. Nov. 1937 | → Schürenbergstraße                | Nach der Berufsbezeichnung Bergmann benannt.                                                                     | |
| Bremerstraße       | nach 1894     | vor 1927      | aufgehoben und überbaut            | | Die Bremerstraße verband die Burggrafenstraße mit der Straße Eiserne Hand. |
| Dinnendahlstraße   | vor 1910      | vor 1927      | aufgehoben und überbaut            | Franz Dinnendahl, baute die erste Dampfmaschine im Ruhrgebiet                                                    | Die Dinnendahlstraße querte von Südost nach Nordwest die Kreuzung der Waldthausen- mit der Hammacherstraße. 1927 ist der Teil nordöstlich dieser Kreuzung bereits überbaut, der südwestliche Teil im Stadtkern in Beginenkamp umbenannt. |
| Feldstraße         | 10. Juni 1887 | 9. Juli 1915  | → Eiserne Hand                     | | Die Feldstraße wurde 1915 mit der Eisernen Hand zusammengefasst. |
| Franz-Arens-Straße | vor 1927      | nach 1945     | aufgehoben und überbaut            | | Die Franz-Arens-Straße, vor 1927 Franzstraße genannt, verband die Klosterstraße mit der Beuststraße, die heute in diesem Bereich Immestraße heißt. Sie lag damit westlich parallel zur Hofterbergstraße. |
| Funkestraße        | um 1900       | 30. Mai 1913  | → Flashoffstraße                   | | |
| Feldstraße         | 10. Juni 1887 | 9. Juli 1915  | → Eiserne Hand                     | | |
| Gustavstraße       | 13. Jan. 1868 | 8. März 1977  | → Gustav-Hicking-Straße            | Gustav Hicking, 1821–1878, Kaufmann und Grundbesitzer                                                            | |
| Hansastraße        | 8. März 1922  | 2. Apr. 1932  | → Hollestraße                      | | Der Straßenzug wurde 1922 neu angelegt und führt heute als Hollestraße über das Gelände des einst hier ansässigen Blechwalzwerks Schulz-Knaudt. |
| Heilermannstraße   | um 1894       | 23. Jan. 1957 | aufgehoben und überbaut            | Hermann Schmiemann (genannt Heilermann), Gymnasialdirektor, Geheimer Regierungsrat                               | Hermann Schmiemann (genannt Heilermann) wurde am 15. Januar 1820 in Waltrop geboren. Er leitete von 1864 bis 1895 die Essener Realschule II. Ordnung. Nachdem 1893 das Humboldt-Gymnasium abgezweigt wurde, ging daraus das heutige Helmholtz-Gymnasium hervor. Heilermann gründete 1889 eine Stiftung zur Unterstützung würdiger und wenig bemittelter Schüler der oberen Klassen des Realgymnasiums. Heilermann starb am 28. September 1899 in Bad Godesberg. Die Heilermannstraße wurde im Zuge der Erweiterung der Firma Goldschmidt 1957 aufgehoben. Seit 1967 gibt es im Südostviertel eine neue Heilermannstraße. |
| Helenenstraße      | 23. Apr. 1895 | 16. Mai 1902  | → Klosterstraße                    | | 1902 wurde die Helenenstraße mit der Klosterstraße zusammengefasst. |
| Humannstraße       | vor 1907      | nach 1928     | aufgehoben und überbaut            | Carl Humann, Ingenieur, Architekt und Archäologe                                                                 | Die Humannstraße wurde in Volkeningstraße umbenannt und verschwand im Zuge der Erweiterung der Firma Goldschmidt nach dem Zweiten Weltkrieg. Seit 1973 gibt es eine neue Volkeningstraße. |
| Kampstraße         | nach 1894     | 9. Juli 1915  | → Sevenarstraße                    | | |
| Karlstraße         | nach 1894     | vor 1927      | aufgehoben und überbaut            | | Die Karlstraße zweigte südlich von der Gerlingstraße ab, etwa am heutigen Ruhrbahn-Betriebshof, und führte auf die einst westlich verlängerte Sessenbergstraße. Vor 1927 wurde sie zur Nedelmannstraße, die verlängert auf die Beuststraße führte. |
| Kortestraße        | vor 1927      | nach 1945     | aufgehoben und überbaut            | | Die Kortestraße verlief vom Viehofer Platz im Stadtkern auf die Kreuzung Gerlingstraße/Waldthausenstraße. Nach 1945 wurde der im Ostviertel liegende Straßenteil überbaut. |
| Kreuzstraße        | nach 1894     | nach 1910     | Lysegang                           | | Die Kreuzstraße wurde nach 1910 Lysegang genannt und ist heute in diesem Bereich nicht mehr vorhanden. Sie zweigte südlich von der Gerlingstraße ab, etwa über das Gelände der heutigen Haupt-Feuerwache, und führte auf die einst westlich verlängerte Sessenbergstraße. |
| Lindemannstraße    | vor 1907      | nach 1945     | aufgehoben und überbaut            | | Die Lindemannstraße verschwand im Zuge der Erweiterung der Firma Goldschmidt nach dem Zweiten Weltkrieg. |
| Luisenstraße       | vor 1907      | 14. Feb. 1966 | → Goldschmidtstraße                | | Die Luisenstraße lag zunächst zwischen Beust- und Engelbertstraße. Sie wurde vor 1965 nach Norden zur Gerlingstraße verlängert und 1966 insgesamt zur Goldschmidtstraße umbenannt. |
| Platz des 21. März | 8. Mai 1933   | 15. Mai 1945  | → Gerlingplatz                     | Tag von Potsdam                                                                                                  | Umbenennung in der Zeit des Nationalsozialismus, um die symbolische Form der Machtergreifung voranzutreiben. Vor 1922 hieß der Platz Republikplatz. |
| Phönixstraße       | 19. Feb. 1904 | 9. Juli 1915  | → Rauterstraße und → Vorrathstraße | | 1904 wurde ein Teil der Straße Eiserne Hand und die Ritterstraße zur Phönixstraße zusammengefasst. Nach 1915 hieß der Straßenzug zunächst Steingröverstraße, dann seit 1935 Vorrathstraße. 1937 wurde der westliche Teil als Rauterstraße abgespalten. |
| Republikplatz      | 13. Sep. 1922 | 8. Mai 1933   | → Gerlingplatz                     | | Nach 1933 hieß der Platz während der Zeit des Nationalsozialismus vorübergehend Platz des 21. März. |
| Ritterstraße       | 17. Jan. 1868 | 19. Feb. 1904 | → Rauterstraße                     | | Nach 1904 war die Ritterstraße zunächst Teil der Phönixstraße, zwischen 1915 und 1935 Teil der Steingröverstraße und zuletzt bis 1937 Teil der Vorrathstraße. Seitdem heißt sie Rauterstraße. |
| Sandstraße         | vor 1907      | nach 1935     | aufgehoben und überbaut            | | Die Sandstraße die Steingröverstraße mit der Engelbertstraße. |
| Salkenbergsweg     | vor 1907      | nach 1970     | aufgehoben und überbaut            | | Der Salkenbergsweg führte als östliche Verlängerung der Gerlingstraße weiter nach Stoppenberg. |
| Schützenstraße     | 17. Jan. 1868 | 13. Mai 1892  | → Ribbeckstraße                    | Hier befand sich das Gelände der Schützenvereine.                                                                | Nach 1892 hieß die Straße zunächst Augustastraße. |
| Steeler Chaussee   |               | 5. Juni 1908  | → Steeler Straße                   | Straße nach Steele                                                                                               | |
| Steingröverstraße  | 9. Juli 1915  | 4. Nov. 1935  | → Rauterstraße und → Vorrathstraße | Arnold Christopher Steingröver, 1825–1887, Bergwerksdirektor und Stadtverordneter                                | 1935 wurde die Straße zunächst in Vorrathstraße umbenannt, bevor der westliche Teil 1937 als Rauterstraße abgespalten wurde. |
| Taubenstraße       | 5. Juli 1889  | 17. März 1971 | → Natorpstraße                     | Taube, Vogel | |
| Volkeningstraße    | vor 1935      | nach 1945     | aufgehoben und überbaut            | Gottlieb Carl Volkening, 1831–1907, Kaufmann, Stadtverordneter, Beigeordneter                                    | Die alte Volkeningstraße hieß bis nach 1928 Humannstraße und verschwand im Zuge der Erweiterung der Firma Goldschmidt nach dem Zweiten Weltkrieg. Seit 1973 gibt es eine neue Volkeningstraße. |
| Wilhelmstraße      | 30. Nov. 1874 | 15. Nov. 1895 | → Söllingstraße                    | Wilhelm Huyssen, 1848–1900, Kaufmann                                                                             | Die Straße Am Hospital und die Wilhelmstraße wurden 1895 zur Söllingstraße zusammengefasst. |